# ریکن سییوکای
ریکن سییوکای (به ژاپنی: 立憲政友会 Rikken Seiyūkai)، انجمن دوستان دولت مشروطه یکی از مهمترین احزاب سیاسی در امپراتوری ژاپن قبل از جنگ بود. همچنین به سادگی سییوکای شناخته می‌شد.